# Duits voetbalkampioenschap 1958/59
Het seizoen 1958/59 was het 50e seizoen om het Duitse voetbalkampioenschap ingericht door de DFB.
Dit jaar namen er negen clubs deel aan de eindronde. Twee clubs speelden eerst een kwalificatieronde om een startplaats voor de groepswedstrijden. De acht gekwalificeerde team voor deze groepswedstrijden speelden in twee groepen van vier clubs een volledige competitie. De beide winnaars speelden de finalewedstrijd op 28 juni 1959 in Berlijn.

## Eindronde

### Kwalificatieronde
De wedstrijd werd gespeeld op 3 mei 1959.
| winnaar       | uitslag | verliezer            |
| ------------- | ------- | -------------------- |
| Werder Bremen | 6-3     | Borussia Neunkirchen |

winnaar naar groepswedstrijden

### Groep 1
| datum | thuisclub           | uitslag | uitclub             |
| ----- | ------------------- | ------- | ------------------- |
| 16-05 | FK 03 Pirmasens     | 4-0     | 1. FC Köln          |
| 16-05 | Werder Bremen       | 2-7     | Eintracht Frankfurt |
| 23-05 | Eintracht Frankfurt | 3-2     | FK 03 Pirmasens     |
| 23-05 | 1. FC Köln          | 2-2     | Werder Bremen       |
| 30-05 | Eintracht Frankfurt | 2-1     | 1. FC Köln          |
| 30-05 | FK 03 Pirmasens     | 4-1     | Werder Bremen       |
| 07-06 | 1. FC Köln          | 2-4     | Eintracht Frankfurt |
| 07-06 | Werder Bremen       | 5-2     | FK 03 Pirmasens     |
| 13-06 | FK 03 Pirmasens     | 2-6     | Eintracht Frankfurt |
| 13-06 | Werder Bremen       | 0-2     | 1. FC Köln          |
| 20-06 | Eintracht Frankfurt | 4-2     | Werder Bremen       |
| 20-06 | 1. FC Köln          | 3-2     | FK 03 Pirmasens     |

| Plaats | Club                | Wed. | W | G | V | Saldo | Ptn. |
| ------ | ------------------- | ---- | - | - | - | ----- | ---- |
| 1.     | Eintracht Frankfurt | 6    | 6 | 0 | 0 | 26:11 | 12:0 |
| 2.     | 1. FC Köln          | 6    | 2 | 1 | 3 | 10:14 | 05:7 |
| 3.     | FK Pirmasens        | 6    | 2 | 0 | 4 | 16:18 | 04:8 |
| 4.     | Werder Bremen       | 6    | 1 | 1 | 4 | 12:21 | 03:9 |

|  | Geplaatst voor finale |

### Groep 2
| datum | thuisclub            | uitslag | uitclub              |
| ----- | -------------------- | ------- | -------------------- |
| 16-05 | Kickers Offenbach    | 3-2     | Hamburger SV         |
| 16-05 | Westfalia Herne      | 1-0     | Tasmania 1900 Berlin |
| 23-05 | Hamburger SV         | 4-2     | Westfalia Herne      |
| 23-05 | Tasmania 1900 Berlin | 2-2     | Kickers Offenbach    |
| 30-05 | Westfalia Herne      | 1-4     | Kickers Offenbach    |
| 30-05 | Tasmania 1900 Berlin | 0-2     | Hamburger SV         |
| 07-06 | Kickers Offenbach    | 2-1     | Westfalia Herne      |
| 07-06 | Hamburger SV         | 3-0     | Tasmania 1900 Berlin |
| 13-06 | Kickers Offenbach    | 3-2     | Tasmania 1900 Berlin |
| 13-06 | Westfalia Herne      | 3-1     | Hamburger SV         |
| 20-06 | Hamburger SV         | 1-0     | Kickers Offenbach    |
| 20-06 | Tasmania 1900 Berlin | 2-0     | Westfalia Herne      |

| Plaats | Club                    | Wed. | W | G | V | Saldo | Ptn. |
| ------ | ----------------------- | ---- | - | - | - | ----- | ---- |
| 1.     | Kickers Offenbach       | 6    | 4 | 1 | 1 | 14:09 | 9:3  |
| 2.     | Hamburger SV            | 6    | 4 | 0 | 2 | 13:08 | 8:4  |
| 3.     | SC Westfalia 04 Herne   | 6    | 2 | 0 | 4 | 08:13 | 4:8  |
| 4.     | SC Tasmania 1900 Berlin | 6    | 1 | 1 | 4 | 06:11 | 3:9  |

|}

### Finale
|              |                                                           |              |                                                                 |                                                                            |
| 28 juni 1959 | Eintracht Frankfurt                                       | 5 – 3 (n.v.) | Kickers Offenbach                                               | Olympiastadion, Berlijn Toeschouwers: 75.000 Scheidsrechter: Eric Asmussen |
| 28 juni 1959 | István Sztáni 1', 108' Eckehard Feigenspan 14', 92', 119' |              | 8' Engelbert Kraus 23' Helmut Preisendörfer 110' Siegfried Gast | Olympiastadion, Berlijn Toeschouwers: 75.000 Scheidsrechter: Eric Asmussen |

Eintracht Frankfurt werd voor de eerste keer Duits landskampioen.
Als Duits kampioen nam Eintracht Frankfurt deel aan de Europacup I 1959/60.